# Aegus ogasawarensis
Aegus ogasawarensis là một loài bọ cánh cứng trong họ Lucanidae. Loài này được Okajima & Kobayashi mô tả khoa học năm 1975.